# Pablo Menicucci
Pablo Menicucci (1933, Mar del Plata, Argentina - 11 de julio de 2012, Mar del Plata) fue un artista plástico argentino de la generación del Instituto Di Tella.

## Biografía

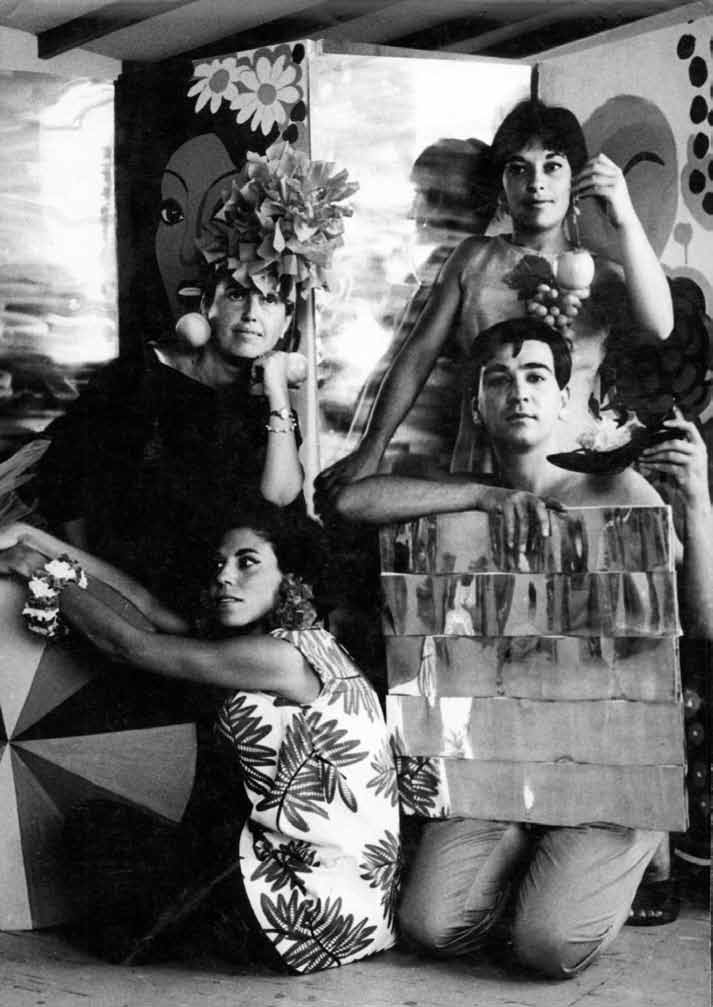
Menicucci junto a Mercedes Esteves y dos amigas en un happening en la Galería del Mar, 1967.

Nació en Mar del Plata, hijo de inmigrantes italianos que gestionaban una hostería en Mar Chiquita. Debido a sus cualidades para el dibujo y la pintura, su padre le presenta al artista plástico Juan Carlos Castagnino quien lo acepta como aprendiz y allí comienza una relación más nutrida con la práctica como artista. También conoce a Enrique Policastro, quien lo forma en relación con el color.
En su búsqueda por lo creativo, conoce a la familia Orensanz quienes manejaban el Teatro ABC en Mar del Plata. Este trayecto le sirvió no sólo para formarse como actor con el método Stalinaski sino que fue creador de vestuario y escenografías. En 1960 se crea la Escuela Provincial de Arte Martín Malharro e Menicucci ingresa con 26 años. Egresa un año después de haber viajado por primera vez a Europa en ocasión de la 32° Bienal de Venecia, donde se produce su encuentro con el arte pop norteamericano, representado por artistas como Robert Rauschenberg y Jim Dine.
Egresa con la primera promoción de la Escuela de Arte Martín Malharro junto a la artista Mercedes Esteves, con quien hace ese mismo año sus primeras muestras y el primer Happening de Mar del Plata en la Galería del Mar. A partir del impacto en los medios del escándalo que produce esa primera experiencia, es que Jorge Romero Brest los invita a participar en el Premio Ver y Estimar y el Premio Braque, el cual gana y le permitió viajar a París con una beca por un año. Es así que viaja a fines del año 1967 y lo sorprende el Mayo francés, experiencia que lo marcó por el grado de relacionamiento que lograron los artistas argentinos y de otras nacionalidades frente a los disturbios que modificaron la vida social de la capital francesa.
De regreso en 1969, es invitado a presentar un proyecto en el Instituto Di Tella para las famosas Experiencias que el renombrado instituto desarrolló justo hasta el cierre ese mismo año. Presenta Atrakate un experimento de relación entre desconocidos que comenzaba en una mesa de casino donde el propio Menicucci repartía cartas y a los que les coincidía podían ingresar en una cabina donde escuchaban con auriculares unos relatos de amor previamente grabados.
Luego realiza el proyecto experimental Las felices y preciosas criaturas en Mar del Plata, donde integra lo visual con lo audiovisual, mediante el uso de dos proyectores de diapositivas con fotos de Nueva York más una película de súper 8 que filma con un equipo de amigos. 
El clima político se enrarece y Pablo Menicucci decide viajar a Milán, donde trabaja con un arquitecto que le produce un gran cambio en su obra, pasando de los íconos de la cultura pop a una geometría impecable de líneas y colores muy restringidos.
De regreso gana en 1972 el Premio Martín Malharro del Salón Manuel Belgrano. En 1979 participa en el concurso Encotel por el año internacional del niño y la familia, y obtiene el primer premio con una obra denominada La familia, con la que se emite un sello postal.
A partir de los ochenta, su obra toma personajes al estilo camp, muy característicos de una mirada ingenua. Con ellos hace unas series donde aparece la vida de familia, interiores y los gatos, que tomarán un protagonismo cada vez mayor, transformándose en obras de gran tamaño muy elaboradas.
En 1983 se presenta el Premio del Centro Gallego con una obra Melancólico poema provinciano con la que un jurado integrado por Jorge Glusberg y Wolf Vostell le otorgan el primer premio adquisición.
En 2005 el Fondo Nacional de las Artes realiza una exposición de sus obras y se presenta un documental sobre su vida.